# Rondell Sheridan
Rondell Sheridan (ur. 15 sierpnia 1958 w Chicago, Illinois) – amerykański aktor. Znany z roli Victora w serialach Świat Raven oraz Cory w Białym Domu. W obu serialach gra kucharza, tatę Raven i Cory’ego.

## Filmografia
| Role główne   | Role główne        | Role główne      | Role główne |
| Rok           | Tytuł              | Rola             | Notatki     |
| ------------- | ------------------ | ---------------- | ----------- |
| 2007-2008     | Cory w Białym Domu | Victor Baxter    |             |
| 2002-2007     | Świat Raven        | Victor Baxter    | 84 epizody  |
| Role gościnne |                    |                  |             |
| Rok           | Tytuł              | Rola             | Notatki     |
| 2007          | Norbit             | Fryzjer          |             |
| 1996-1999     | Kenan i Kel        | Oficer McWiggins |             |
| 1994-2003     | Dotyk anioła       | Harvey           |             |